# Colias stoliczkana
Colias stoliczkana – gatunek niewielkiego motyla z rodziny bielinkowatych. Występuje w Indiach. Nazwa gatunkowa upamiętnia morawskiego przyrodnika i badacza Indii, Ferdinanda Stoliczkę.